# Ozan (Arkansas)
Ozan – miasto w Stanach Zjednoczonych, w stanie Arkansas, w hrabstwie Hempstead.